# Kang Hong-seok
Kang Hong-seok (hangul: 강홍석; RR: Gang Hong-seok; n.11 de febrero de 1986-) es un actor surcoreano.

## Biografía
Estudió en el departamento de teatro del Instituto de las Artes de Seúl (Seoul Institute of The Arts). [cita requerida]
El 26 de septiembre de 2016 se casó con la actriz de musicales Kim Ye-eun (quien es prima de Xiah Junsu). El 11 de febrero de 2019 le dieron la bienvenida a su primera hija.

## Carrera
Es miembro de la agencia C-JeS Entertainment (씨제스엔터테인먼트) desde 2015.
En agosto de 2017 se unió al elenco recurrente de la serie Manhole, donde interpretó a Yang Koo-gil, un amigo de Bong-pil (Kim Jae-joong).
En junio de 2018 se unió al elenco recurrente de la popular serie What's Wrong with Secretary Kim, donde dio vida a Yang Cheol, el secretario y conductor de Lee Young-joon (Park Seo-joon), así como el novio de Bong Se-ra (Hwang Bo-ra), hasta el final de la serie el 26 de julio del mismo año.
En julio de 2019 se unió al elenco recurrente de la serie Hotel del Luna, donde interpretó a Sa-sin, el dios de la muerte encargado de guiar a las almas que se quedan en el hotel a la otra vida.
En septiembre del mismo año se unió al elenco recurrente de la serie Pegasus Market (también conocida como Cheap Cheollima Mart), donde dio vida a Oh In-bae, un empleado de la tienda Pegasus Martek, hasta el final de la serie el 6 de diciembre del mismo año. El 13 de diciembre de 2019 volvió a interpretar a In-bae durante la serie web derivada Vroom Vroom Pegasus Market.
En abril de 2020 se unió al elenco recurrente de la serie The King: Eternal Monarch, donde interpretó a Jang Michael, un detective de homicidios de la agencia nacional de la policía de Seoul Jongo durante la República de Corea y durante el episodio trece a Jang Mi-reuk, un aprendiz de la guardia real durante el Reino de Corea.
El 2 de noviembre del mismo año realizó una aparición especial durante el primer episodio de la serie Birthcare Center, donde dio vida al ángel de la muerte quien visita a Oh Hyun-jin (Uhm Ji-won) durante su difícil parto.
En abril de 2021 se unió al elenco recurrente de la serie Sell Your Haunted House (también conocida como "Great Real Estate"), donde interpreta al jefe Heo Ji-cheol, hasta ahora.

## Filmografía

### Series de televisión
| Año  | Título                              | Personaje                                 | Notas                      | Ref.   |
| ---- | ----------------------------------- | ----------------------------------------- | -------------------------- | ------ |
| 2017 | Chicago Typewriter                  | Won Dae-han                               |                            |        |
| 2017 | Manhole                             | Yang Koo-gil                              |                            |        |
| 2018 | Mother                              | -                                         |                            |        |
| 2018 | Welcome to Waikiki                  | Hong-suk                                  | Aparición especial, ep. 13 |        |
| 2018 | ¿Qué le ocurre a la secretaria Kim? | Yang Cheol                                |                            | [ 12 ] |
| 2018 | Top Star U-back                     | Detective                                 | Aparición especial         |        |
| 2019 | Doctor Prisoner                     | Shin Hyun-sang                            |                            |        |
| 2019 | Hotel del Luna                      | Sa-sin                                    |                            |        |
| 2019 | Pegasus Market                      | Oh In-bae                                 |                            |        |
| 2019 | Vroom Vroom Pegasus Market          | Oh In-bae                                 | 4 episodios                |        |
| 2020 | The King: Eternal Monarch           | Det. Jang Michael (Jangmi) / Jang Mi-reuk |                            |        |
| 2020 | Birthcare Center                    | Ángel de la Muerte                        | Aparición especial, ep. 1  |        |
| 2021 | Sell Your Haunted House             | Heo Ji-cheol                              |                            |        |
| 2024 | Cautivar a un rey                   | Joo Sang-hwa                              |                            | [ 13 ] |

### Películas
| Año  | Título           | Personaje        | Notas | Ref.   |
| ---- | ---------------- | ---------------- | --- | ------ |
| 2008 | Rough Cut        | Hombre del Botón | |        |
| 2019 | Miss & Mrs. Cops | Yong-suk         | Junto a Lee Sung-kyung, Ra Mi-ran, Yoon Sang-hyun, Choi Soo-young, Wi Ha-joon, Kim Do-wan, Ahn Jae-hong y Jeon Seok-ho | [ 14 ] |

### Programas de variedades
| Año        | Título                                                       | Función           | Notas                                               | Ref.   |
| ---------- | ------------------------------------------------------------ | ----------------- | --------------------------------------------------- | ------ |
| 2015, 2016 | Immortal Songs: Singing the Legend                           | Cantante invitado | Ep. 198, 270-271                                    |        |
| 2016       | Golden Tambourine (골든 탬버린)                              |                   |                                                     |        |
| 2018       | King of Mask Singer                                          | Concursante       | Ep. 171-172. Concursó como "Perception Changes Boy" | [ 15 ] |
| 2020       | Romantic Call Centre (신청곡을 불러드립니다 - 사랑의 콜센타) | Invitado          | Ep. 24                                              |        |
| 2021       | Busted! 3                                                    | Invitado          | Ep. 6                                               |        |
| 2022       | DoReMi Market (Amazing Saturday)                             | Invitado          | Ep. 195                                             | [ 16 ] |

### Teatro
| Año  | Título                                                | Personaje | Notas |
| ---- | ----------------------------------------------------- | --------- | ----- |
| 2013 | Kwang Hae, a Man Who Became King (광해, 왕이 된 남자) | -         |       |

### Musicales
| Año              | Título                                 | Personaje     | Notas                                                         | Ref.          |
| ---------------- | -------------------------------------- | ------------- | ------------------------------------------------------------- | ------------- |
| 2011             | Reontuyu (런투유)                      | -             |                                                               |               |
| 2011, 2014       | Street Life                            | -             |                                                               |               |
| 2012             | Korea Sings (전국노래자랑)             | -             |                                                               |               |
| 2013             | High School Musical (하이스쿨뮤지컬)   | -             |                                                               |               |
| 2014, 2016, 2020 | Kinky Boots (킹키부츠)                 | -             | Junto a Kim Mu-yeol, Oh Man-seok, Ko Chang-seok y Ji Hyun-woo | [ 17 ] [ 18 ] |
| 2015             | Moonlight Fairy Girl (달빛요정과 소녀) | -             |                                                               |               |
| 2016             | Dracula (드라큘라)                     | -             |                                                               |               |
| 2014, 2016       | Rey kibbutz                            | -             |                                                               |               |
| 2016, 2017       | Death Note (데스노트)                  | -             |                                                               |               |
| 2017             | 나폴레옹                               | -             |                                                               |               |
| 2017             | 모래시계                               | -             |                                                               |               |
| 2018 - 2019      | Elisabeth                              | Luigi Lucheni | Junto a Park Hyung-sik y Leo                                  | [ 19 ]        |

## Premios y nominaciones
| Año  | Premio                                     | Categoría               | Trabajo     | Resultado |
| ---- | ------------------------------------------ | ----------------------- | ----------- | --------- |
| 2015 | 9th The Musical Award (9회 더뮤지컬어워즈) | Best Actor (남우주연상) | Kinky Boots | Ganó      |